# Le Docteur danse
Le Docteur danse est le 10e épisode de la Saison 1 de la deuxième série de la série télévisée Doctor Who. Diffusé pour la première fois sous le titre de The Doctor Dances (« le Docteur danse ») le 28 mai 2005 sur la chaîne BBC1, l'épisode est suivi par près de 6,17 millions de téléspectateurs.
En 2006 l'épisode et son prédécesseur « Drôle de mort » gagnent le  Prix Hugo dans la catégorie série ou court métrage.

## Distribution
- Christopher Eccleston  : Le Docteur
- Billie Piper : Rose Tyler
- John Barrowman : Jack Harkness
- Florence Hoath :  Nancy
- Richard Wilson :  Dr Constantine
- Albert Valentine  : Jamie (l'enfant)
- Luke Perry : Timothy Lloyd
- Cheryl Fergison : Mrs Lloyd
- Damian Samuels : Mr Lloyd
- Robert Hands : Algy
- Joseph Tremain : Jim
- Jordan Murphy : Ernie
- Martin Hodgson : Jenkins
- Vilma Hollingbery : Mrs Harcourt
- Brandon Miller : Alf
- Noah Johnson : Voix de l'enfant
- Dian Perry : Voix de l'ordinateur

## Résumé
À la suite de l'épisode précédent, Le Docteur, Rose Tyler et Jack Harkness sont entourés par les malades étranges aux masques à gaz qui réclament leur mère dans le Royal Albion Hospital. Le Docteur les gronde comme des enfants et leur enjoint de retourner dans leur chambre. Les malades lui obéissent. L'enfant au masque, Jamie, qui avait rattrapé sa sœur Nancy, l'abandonne également. Le trio enquête dans la chambre d'hôpital où l'enfant avait été amené, et le Docteur réalise que Jamie est encore en train de découvrir ses nouveaux pouvoirs, et va devenir de plus en plus dangereux. Jamie arrive justement : il est retourné « dans sa chambre » comme les autres patients, qui se remettent tous à poursuivre le trio. Ils se retrouvent enfermés dans une pièce, mais Jack parvient à se téléporter dans son vaisseau spatial d'où il se met à passer du jazz sur la radio pour empêcher Jamie de les repérer. En attendant des secours, Rose et le Docteur parlent de choses et d'autres, en particulier de danse, utilisé dans un sens équivoque. Elle veut le faire danser mais Jack parvient enfin à les récupérer dans son vaisseau.
Le Docteur utilise la technologie du vaisseau - des « nanogènes » - pour soigner une blessure puis discute avec Jack Harkness. Nancy pendant ce temps est arrêtée par des soldats en essayant de se rendre sur le site. Elle est gardée par un soldat qui présente les symptômes maintenant familiers. Il se transforme en mort-vivant à masque à gaz et lui demande si elle est sa maman. Pour le calmer, elle lui chante une berceuse jusqu'à l'arrivée du Docteur, qui la libère. Le Docteur examine l'objet et l'identifie comme la ruine vide d'un vaisseau ambulance d'origine Chula, comme celui que Jack utilise. Mais une alarme se déclenche et les morts-vivants se rapprochent du vaisseau. Le Docteur comprend que le vaisseau-ambulance n'était pas vide mais rempli de nanogènes. Ceux-ci, non-familiers avec l'anatomie humaine (contrairement à ceux du vaisseau de Jack), ont pris le corps abîmé du petit Jamie, mort portant un masque à gaz fondu sur son visage comme modèle, et s'emploient à réparer les humains à son image. Le Docteur comprend aussi enfin la question que l'enfant leur fait demander obsessivement. Nancy avoue qu'elle est sa mère et non sa sœur, mais il ne reste plus assez d'intelligence à l'enfant pour comprendre. Par contre, lorsqu'elle le prend enfin dans ses bras, les nanobots reconnaissent la filiation et leur erreur et ramènent l'enfant à la vie. Le masque à gaz devient un vrai masque à gaz, séparé du visage du garçon. Le Docteur leur enjoint de réparer tous les autres morts-vivants, qui se retrouvent de surcroît guéris de leurs maux et pour certains munis des membres manquants.
La bombe allemande arrive enfin, mais Jack parvient à l'arrêter en plein air et à l'emporter sur son vaisseau, après avoir fait ses adieux. Pour remplacer l'explosion manquante, le Docteur déclenche l'autodestruction du vaisseau-ambulance et retourne au TARDIS avec Rose, plein de jubilation car pour une fois « personne ne meurt ». Jack cependant, constate avec horreur qu'il ne peut larguer la bombe dans l'espace sans la déclencher, et que l'ordinateur de bord ne lui voit aucun moyen de survie. Pendant qu'il se résigne à la mort en sirotant un martini, il entend du jazz jouer dans son vaisseau. Le TARDIS vient de se matérialiser : il entre avant l'explosion et se joint à ses nouveaux amis.

### Continuité
- Sur la bombe sur laquelle Jack s'assied on lit les mots Schlechter Wolf, ce qui signifie « mauvais loup » en allemand (mais la traduction n'est pas bonne) et donc bad wolf en anglais. Les faux sites de Mickey Smith[2] et de UNIT[3] mentionnent d'ailleurs la disparition d'une bombe nommée le « Schlechter Wolf ». Les mots Bad Wolf sont le fil rouge de la série, expliqué dans l'épisode du même nom.
- Le 51e siècle d'où vient le capitaine Jack Harkness est assez récurrent dans la série Doctor Who. C'est par exemple dans ce siècle que le robot K-9 a été fabriqué et quelques épisodes de l'ancienne et de la nouvelle série utilisent cette époque.
- Le Docteur dit à Rose qu'en 900 ans de vie il a certainement du « danser » à une époque ou une autre. Le terme « danser » est alors un sous-entendu sexuel que la série réutilise notamment dans La Cheminée des temps[4]. La phrase « le monde ne va pas s'arrêter si le Docteur danse » est un clin d'œil aux fans pour qui il est impossible de donner une sexualité au Docteur. La seule fois où le Docteur a été vu en train d'effectuer des pas de danse était dans une aventure du 7e Docteur « Delta and the Bannermen ».
- Lorsque Nancy s'approche du lieu où se trouve le vaisseau Chula, on peut entendre l'amorce de ce qui devient le thème de la série Torchwood.
- L'arme de Jack est réutilisée par River Song dans la Bibliothèque des ombres, deuxième partie.